# Actinodaphne obovata
Actinodaphne obovata (Nees) Blume – gatunek rośliny z rodziny wawrzynowatych (Lauraceae Juss.). Występuje naturalnie w Indiach, Nepalu, Mjanmie oraz południowych Chinach – w południowej części prowincji Junnan oraz południowo-wschodniej części regionu autonomicznego Tybetu. 

## Morfologia
PokrójZimozielone drzewo dorastające do 18 m wysokości. Gałęzie są silnie owłosione.
LiściePrawie okółkowe, zebrane po 6–7 przy końcu gałęzi. Mają odwrotnie jajowaty, podłużnie odwrotnie jajowaty lub podłużnie eliptyczny kształt. Mierzą 15–50 cm długości oraz 5,5–20 cm szerokości. Są nagie. Nasada liścia jest klinowa. Blaszka liściowa jest o ostrym lub spiczastym wierzchołku. Ogonek liściowy jest owłosiony, mają brązowożółtawą barwę i dorasta do 3–7 cm długości.
KwiatySą niepozorne, rozdzielnopłciowe, zebrane po 5 w baldachy przypominające grona, rozwijają się w kątach pędów.
OwoceMają kształt od podłużnego do eliptycznego, osiągają 25–45 mm długości i 10–12 mm szerokości.

## Biologia i ekologia
Jest rośliną dwupienną. Rośnie w wilgotnych lasach mieszanych oraz na brzegach rzek. Występuje na wysokości od 1000 do 2700 m n.p.m. Kwitnie od kwietnia do maja, natomiast owoce dojrzewają w marcu.